# Michael Braunfels
Michael Braunfels (* 3. April 1917 in München; † 15. Mai 2015 in Köln) war ein deutscher Komponist und Pianist.

## Leben
Michael Braunfels studierte Komposition bei Frank Martin und Klavier bei seinem Vater, dem Komponisten und Pianisten Walter Braunfels, sowie bei Olga Novacovic in Wien und bei Paul Baumgartner in Basel. 1954 übernahm Michael Braunfels eine Professur für Klavier an der Musikhochschule Köln, wo er bis 1982 unterrichtete. Während sein Vater – als „Halbjude“ mit absolutem Berufsverbot belegt – im „Inneren Exil“ am Bodensee überwinterte, musste er von 1939 bis 1945 als Soldat in der deutschen Wehrmacht dienen. 
1950 ließ er sich in Köln nieder. Als Pianist hat er in den Musikzentren Europas, im Orient und in Übersee konzertiert. Seit 1985 widmete er sich ausschließlich dem Komponieren. Als Komponist war Michael Braunfels anfänglich von der postromantischen Klangsprache seines Vaters beeinflusst. Später wurde die Prägung durch den gemäßigt modernen Stil Frank Martins entscheidender. Von ihm übernahm er den Glauben an den überzeitlich gültigen Wert der Schönheit und der Tonalität. Letztere erweiterte und schärfte Michael Braunfels in der Nachfolge Martins allerdings beträchtlich – ohne dabei das Prinzip tonaler Zentriertheit aufzugeben. Im Gegensatz zu den meisten Komponisten seiner Generation bekannte er sich zudem zu sanglicher Melodik und zu klarer Formgebung im Sinne der klassischen Tradition. Besondere Kennzeichen seiner Musik sind darüber hinaus ein Hang zu einer „französisch“ anmutenden Leichtigkeit, zu Esprit, Humor und Virtuosität. Dass Braunfels damit elementaren Bedürfnissen seiner Musikerkollegen gerecht wurde, zeigten zahlreiche Kompositionsaufträge (die meisten seiner Werke entstanden im Auftrag professioneller Musiker). Auch das Publikum nahm seine Musik in Konzerten stets zustimmend auf.

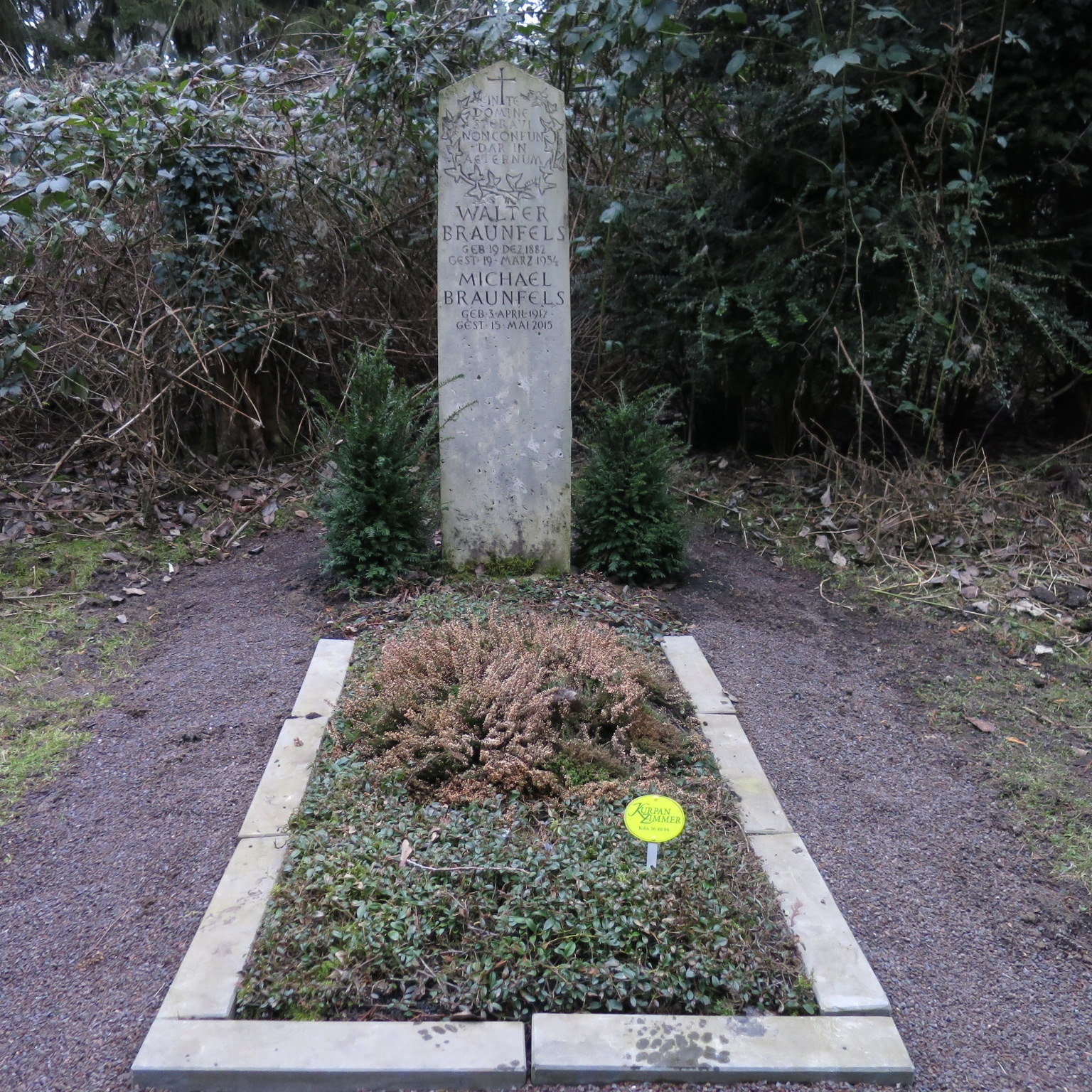
Grab von Walter und Michael Braunfels auf dem Kölner Südfriedhof

Dennoch konnte sich Michael Braunfels als Komponist bislang nicht in der Breite durchsetzen. Dies dürfte nicht zuletzt mit der Dominanz und einseitigen Förderung atonaler Richtungen – zumal in Westdeutschland – seit Mitte des 20. Jahrhunderts zu erklären sein, ging doch deren Etablierung mit der anti-tonalen Musikphilosophie Adornos und anderer einher. Braunfels reagierte mit einer avantgardekritischen Schrift (Die Krankheit der verwalteten Musik. Zürich 1975) auf diese Situation und plädierte gleichzeitig für eine tonale und dem Ideal der Schönheit zugewandte Moderne.
Michael Braunfels wurde im Grab seines Vaters auf dem Kölner Südfriedhof (Flur 43) beerdigt.

## Werke (Auswahl)
- Verlage: Gerig, Heinrichshofen, Editio Alto, Edition gravis

### Bühne
- The Kings Messengers („Königsboten“) op. 15 (Musical für Gymnasien), 1961–1966

### Orchesterwerke
- Capriccio für 3 Flöten und Streichorchester op. 5, 1945
- Divertimento für Klavier und Orchester op. 7, 1949
- Ballade für Viola und Orchester op. 9, 1953
- Concerto für Cembalo und Kammerorchester op. 11, 1957
- Divertimento für Oboe und Orchester op. 12, 1960
- Divertimento über 3 Volkslieder für Klavier und kleines Orchester op. 17, 1969
- „Concerto sereno“ für Solo-Cello, Solo-Klavier und Orchester op. 22, 1972–1976
- „Concerto à tre“ für konzertierendes Streichtrio und Streichorchester op. 25, 1978
- „Das Parlament,“ symphonische Satiren für großes Orchester op. 31a (auch in Fassung für 15 Instrumente), 1981
- Sinfonietta op. 35, 1985

### Kammermusik
- Trio für 3 Flöten op. 4a, 1939
- Phantasie-Variationen für Streichquartett op. 4b, 1943
- Streichquartett in d op. 4c, 1944
- Konzertstück für Violine und Klavier op. 6, 1947
- Duo concertant für Violoncello und Harfe op. 16, 1969
- Serenade für Flöte und Klavier (Cembalo) op. 19, 1970
- Serenade für Violine, Horn und Klavier op. 20, 1973
- Symposion für 12 Violoncelli op. 21, 1972
- Variationen für Klarinette, Viola und Klavier op. 27, 1980
- „4 mal 4“ für Saxophonquartett op. 36, 1986
- Sextett für Flöte, Streichquartett (und Cembalo ad libitum) op. 37, 1988
- Trio für Flöte, Klarinette und Klavier op. 38, 1990
- 4 Stücke für Klarinetten-Quartett op. 39, 1991
- Encore für Klarinetten-Quartett op. 39a, 1991

### Klaviermusik
- Ritornell op. 8/1, 1950
- Nocturne op. 8/2, 1956
- „Physiognomien,“ 7 Charakterstücke op. 18, 1969
- „Capriccio“ (vierhändig) op. 23, 1975
- „Duo gioccoso“ für 2 Cembali op. 16, 1978

### Lieder und Chorwerke
- 4 Liebeslieder für Sopran, Flöte, Viola und Harfe op. 28, 1980
- 3 heitere Lieder für Sopran, Flöte, Viola und Harfe op. 29, 1980
- 3 Gesänge nach Christian Morgenstern für Bariton und Klavier op. 32, 1982
- Lieder nach James Hearst (engl.) für Sopran und Klavier op. 34, 1982
- 3 Mond-Lieder für gemischten Chor à cappella op. 33, 1982
- Gemischte Chöre nach Eugen Roths „Ein Mensch“ op. 40, 1991

### Schriften
- Die Krankheit der verwalteten Musik. Zürich 1975.
- Das entmachtete Publikum. In: Rheinischer Merkur. Nr. 49, 8. Dezember 1972.
- Zu wenig um Hörer bemüht. In: FAZ. Nr. 299, 27. Dezember 1986.
- Musik des 20. Jahrhunderts und das Publikum. Ein Plädoyer für das Publikum. Rundfunk-Vortrag (ausgestrahlt im SDR am 22. Juni 1973).
- Musik der letzten Jahrhundertwende (Musik vor 75 Jahren). Rundfunk-Vortrag (ausgestrahlt im DLF am 1. Januar 1975).
- Musik vor 150 Jahren (1826/27). Rundfunk-Vortrag (ausgestrahlt im DLF am 1. Januar 1977).

## Diskographie
- Das Parlament. Orchesterwerke von Michael Braunfels. (op. 12, op. 17, op. 25, op. 31a); Interpreten: Nürnberger Symphoniker, Klauspeter Seibel, Michael Braunfels u. a.; Label: sound star-ton (Steyerberg), 1995.
- I hate Music. Musik für Klarinetten-Quartett von Braunfels (op. 39 & 39a), Bernstein, Gershwin, Piazzolla und Lutz-Rijeka; Interpreten: Ensemble Clarinesque; Label: Signum Records, 2000.